# Selim Yenel
Selim Yenel (* 9. Juni 1956 in Istanbul) ist ein türkischer Diplomat.

## Leben und Karriere
Yenel studierte an der Universität Ankara Politikwissenschaften. Er begann 1979 seine Karriere im diplomatischen Dienst der Türkei und war abwechselnd im Außenministerium in Ankara und auf Posten im Ausland eingesetzt (u. a. Botschaft in Kabul, Ständige Vertretung der Türkei bei den Vereinten Nationen in New York, Ständige Vertretung der Türkei bei der Europäischen Wirtschaftsgemeinschaft). Im Außenamt in Ankara war er u. a. für EU-Wirtschafts-Agenden zuständig. Von Dezember 2005 bis Oktober 2009 war er Botschafter an der Botschaft Wien. Danach wechselte er wieder ins Außenministerium in Ankara. Seit Dezember 2011 ist er Ständiger Vertreter der Türkei bei der Europäischen Union in Brüssel. (Die Ständige Vertretung der Türkei bei der Europäischen Wirtschaftsgemeinschaft, heute die Europäische Union, wurde 1963 im Zuge des Assoziierungsabkommens EWG – Türkei eingerichtet.)